# نيو سوبر لويجي يو
نيو سوبر لويجي يو (بالإنجليزية: New Super Luigi U)‏ ، أو كما ظهرت في الغلاف نيو سوبر لويجي برذرز. يو (New Super Luigi Bros. U) ، هي لعبة فيديو إلكترونية من نوع منصات، أنتجت شركة نينتندو اليابانية سنة 2013م، وتظهر اللعبة شخصية البطل لويجي.

## وصلة خارجية
- Official website